# Моляково (Тверская область)
Моляково — деревня в Рамешковском районе Тверской области.

## География
Находится в восточной части Тверской области на расстоянии приблизительно 13 км на юг по прямой от районного центра поселка Рамешки.

## История
Упоминается с 1646—1647 годов как пустошь во владениях Московского Вознесенского девичьего монастыря, в 1678 году уже как деревня Малаково. В 1709 году здесь — 3 крестьянских двора, проживали 6 мужчин. В 1859 году в казенной русской деревне Маляково 11 дворов, в 1887 — 25. В советское время работали колхозы «Красное Моляково», им. Буденного и «Вперед». В 2001 году в деревне 4 дома постоянных жителей и 13 домов — собственность наследников и дачников. До 2021 входила в сельское поселение Застолбье Рамешковского района до их упразднения.

## Население
Численность населения: 121 человек (1859 год), 144 (1887), 141 (1989), 19 (1989), 24 (русские 100 %) в 2002 году, 15 в 2010.